# Sowjetische Besetzung Ostpolens
Die sowjetische Besetzung Ostpolens begann mit dem Einmarsch der Roten Armee am 17. September 1939, nachdem deutsche Truppen am 1. September 1939 Polen überfallen und die polnischen Hauptstreitkräfte bei Kutno eingekesselt hatten. Die letzten regulären polnischen Einheiten kapitulierten am 6. Oktober 1939. Die Besatzungszeit war gekennzeichnet durch die Umgestaltung der Gesellschaft nach sowjetischem Muster und begleitet von Terror, Massenerschießungen und Deportationen.
Im geheimen Zusatzprotokoll zum Hitler-Stalin-Pakt vom 23. August 1939 war eine Demarkationslinie vereinbart worden, die die jeweiligen Interessengebiete trennte. Im deutsch-sowjetischen Grenz- und Freundschaftsvertrag vom 28. September 1939 wurde die Demarkationslinie etwas verändert, um eine klarere ethnische Aufteilung der Gebiete zu erreichen. Großbritannien und Frankreich hatten zwar eine Garantie für die Unabhängigkeit Polens abgegeben, griffen aber nicht ein.
Josef Stalin erklärte, der Einmarsch sowjetischer Truppen diene dem Schutz der dort lebenden Ukrainer und Belarussen vor dem deutschen Einmarsch. Die Sowjetunion gewann ein Gebiet von 201.000 km², ungefähr 52,1 Prozent des gesamten polnischen Staates. Knapp 40 % der dort lebenden Menschen sprach Polnisch als Muttersprache, 34 % Ukrainisch und Ruthenisch sowie 15 % Belarussisch und 8,4 % Jiddisch. Außerdem lebten Russen, Litauer, Tataren, Armenier, Deutsche, Tschechen und andere dort, insgesamt 13,2 Millionen Menschen.
In der Besatzungszeit wurden Teile des besetzten Territoriums in die Belarussische und die Ukrainische Sozialistische Sowjetrepublik eingegliedert. Von 1939 bis 1941 wurde der Großgrundbesitz enteignet, die Landwirtschaft kollektiviert und Land an Bauern verteilt. Industrie, Handel und Banken wurden verstaatlicht, die Währung auf Rubel umgestellt und das sowjetische Rechts- und Wirtschaftssystem eingeführt. Dadurch wurde die Besetzung auch zu einer gesellschaftlichen Umwälzung.
Durch den deutschen Überfall auf die Sowjetunion wurden die Kresy ab Juni 1941 wieder zum Kriegsgebiet.

## Vorgeschichte

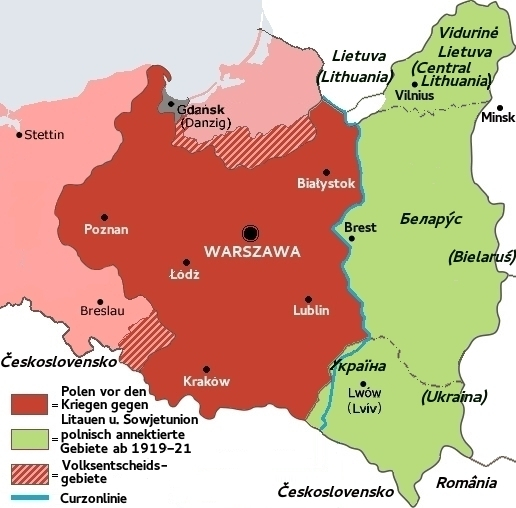
Curzon-Linie und polnische Landgewinne durch Krieg und Verträge 1919–1922

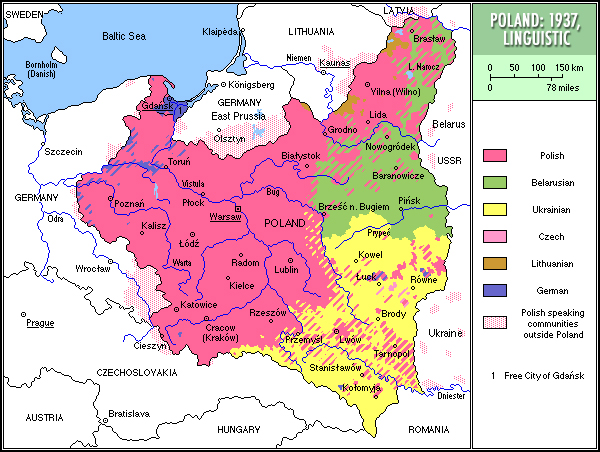
Polen, Sprachenkarte 1937 in einer polnischen Darstellung von 1928

### Polens Außenpolitik nach 1918
Im Zuge des Ersten Weltkriegs gingen die russische und die österreichisch-ungarische Monarchie unter. Die neuen Staaten im Osten und Südosten Europas versuchten, das entstandene Machtvakuum für ihre jeweiligen Interessen und Neuformierungen auszunutzen. Der restaurierte polnische Staat akzeptierte die Ostgrenze nicht, die vom Obersten Rat der Alliierten Mächte (Großbritannien, Frankreich, Italien) in einer Deklaration am 8. Dezember 1919 provisorisch festgelegt worden war, während der Versailler Vertrag sie noch unbestimmt gelassen hatte. Sie wurde später allgemein als Curzon-Linie bekannt.
Polen nutzte die Schwäche Sowjetrusslands, das im Russischen Bürgerkrieg gebunden war, und eroberte im Osten Gebiete zurück, die bis 1795 zu Zeiten von Polen-Litauen unter polnischer Herrschaft gestanden hatten. Es entwickelte sich der Polnisch-Sowjetische Krieg. Im Frieden von Riga von 1921 verzichtete Sowjetrussland auf die heutige Westukraine und West-Belarus. Sie wurden als „Östliche Grenzmarken“ (Kresy Wschodnie) ein Teil des polnischen Staatsgebietes. Die polnische Bevölkerungsgruppe stellte dort nur eine Minderheit dar. Im nächsten Jahr, am 24. März 1922, annektierte Polen das besetzte Gebiet um die heutige litauische Hauptstadt Vilnius, das als Mittellitauen angeblich eine souveräne staatliche Existenz geführt hatte.
Am 19. Februar 1921 schloss Polen mit Frankreich ein Verteidigungsbündnis: Im Falle einer Aggression des Deutschen Reiches gegen einen der beiden Partner wäre die Folge ein Zweifrontenkrieg gewesen. Diese Defensivallianz wurde allerdings mit den Verträgen von Locarno 1925 aufgeweicht, als sich Frankreich und Deutschland gegenseitig die Grenzen garantierten, wovon Polen ausgeschlossen blieb. Nun drohte Polen im Falle einer deutsch-sowjetischen Verständigung zwischen die Fronten zu geraten. Daher schloss es am 9. Februar 1929 das Litwinow-Protokoll ab, in dem Polen, die Sowjetunion, Rumänien, Lettland und Estland den Briand-Kellogg-Pakt vorfristig in Kraft setzten und damit vertraglich darauf verzichteten, internationale Streitigkeiten mit militärischer Gewalt zu lösen. Am 23. Januar 1932 folgte der polnisch-sowjetische Nichtangriffspakt, in dessen Zusatzbestimmung vom Juni 1932 sich die Sowjetunion verpflichtete, keine gegen Polen gerichteten Bündnisse mit Deutschland einzugehen. 1934 folgte der deutsch-polnische Nichtangriffspakt mit dem nationalsozialistischen Deutschen Reich.

### Entstehung des deutsch-sowjetischen Nichtangriffspaktes
Mit der Zerschlagung der Tschechoslowakei am 15. März 1939 wurde deutlich, dass Adolf Hitler nicht gewillt war, sich an völkerrechtliche Abkommen zu halten. Großbritannien gab daher am 31. März 1939 eine Garantieerklärung für die Unabhängigkeit Polens ab (Polen hatte allerdings 1938 beim Münchner Abkommen von der Schwächung der Tschechoslowakei profitiert und das Olsagebiet annektiert). Frankreich schloss sich am 6. April an. In einem geheimen Zusatzprotokoll wurde vereinbart, dass diese Garantie nur für den Fall eines deutschen Angriffs galt. Um gegebenenfalls wirksam militärisch eingreifen zu können, benötigten die Westmächte jedoch aus geografischen und rüstungsstrategischen Gründen die Kooperation der Sowjetunion. Verhandlungen in Leningrad zogen sich hin, vor allem weil sich Polen in separaten Beratungen mit einer britischen Militärdelegation im Mai 1939 weigerte, der Roten Armee Durchmarschrechte zu gewähren. Man hatte zwar den Nichtangriffspakt mit der Sowjetunion am 26. November 1938 bekräftigt, dennoch blieb das Misstrauen gegenüber dem östlichen Nachbarn groß: Wenn sowjetische Truppen erst einmal im Land waren, wäre die Versuchung groß, dies zur Wiedergewinnung der im Friedensvertrag von Riga 1921 verlorenen Gebiete zu nutzen. Die britisch-französisch-sowjetischen Verhandlungen wurden abgebrochen, als am 25. August bekannt wurde, dass die Sowjetunion einen Nichtangriffspakt mit Deutschland geschlossen hatte. Die beiden Länder hatten im Zuge von Wirtschaftsverhandlungen schon geraume Zeit die Bestätigung des deutsch-sowjetischen Neutralitätspaktes von 1926 bzw. den Abschluss eines neuen Nichtangriffspaktes sondiert. Hitler und Stalin beschlossen in einem geheimen Zusatzprotokoll die Aufteilung Nordost- und Südosteuropas in Interessensphären. Mit dem Eingehen auf ein geheimes Zusatzprotokoll akzeptierte die Sowjetunion eine „bourgeoise“ Geheimdiplomatie, die gegen die Offenheit völkerrechtlicher Abmachungen im Sinne Lenins Dekret über den Frieden verstieß. Was Stalin veranlasste, dem deutschen Drängen mit dem Geheimprotokoll entgegenzukommen, ist Gegenstand unterschiedlicher Interpretationen. Großbritannien und Polen schlossen einen militärischen Beistandspakt ab. Am 26. August 1939 bekräftigte auch Premierminister Édouard Daladier die französischen Beistandsverpflichtungen gegenüber Polen.

### Der sowjetische Entschluss zum Einmarsch
Der deutsche Überfall auf Polen hatte am 1. September 1939 begonnen. Nachdem Frankreich und das Vereinigte Königreich am 3. September dem deutschen Reich den Krieg erklärt hatten, forderte der deutsche Außenminister Ribbentrop die sowjetische Regierung am gleichen Tag auf, Ostpolen zu besetzen, um deutsche Truppen bald an die entblößte Westgrenze verlegen zu können. Die sowjetischen Truppen sollten das ihr im Geheimprotokoll zugesicherte Interessengebiet besetzen. Die deutsche Regierung drängte die Sowjetunion mehrfach zum Eingreifen. Stalin und Molotow zögerten noch bis zum 17. September mit der Besetzung Ostpolens, um nicht die Rolle des Aggressors mit Hitler zu teilen, sondern in der Geschichtspropaganda als „Friedensmacht“ aufzutreten und um die Reaktionen Frankreichs und Großbritanniens abwarten zu können, welche eine Garantieerklärung für die territoriale Unversehrtheit Polens abgegeben hatten. Zwar erklärten Großbritannien und Frankreich am 3. September Deutschland den Krieg, reagierten aber nur mit einem Sitzkrieg. Stalin schloss daraus, dass der sowjetische Einmarsch in Polen zu keinem Krieg mit den Westmächten führen würde. Molotow erklärte dem deutschen Botschafter Friedrich-Werner Graf von der Schulenburg mehrfach, dass es für die Sowjetunion zur „politischen Untermauerung“ des Vorgehens wichtig sei, erst loszuschlagen, wenn das politische Zentrum Polens, die Hauptstadt Warschau, gefallen ist. Molotow drängte daher Schulenburg, „so annähernd wie möglich mitzuteilen, wann mit Einnahme Warschaus zu rechnen ist.“ Die Sowjetunion wurde laut Claudia Weber nicht müde, ein wenig diplomatischen Druck auf das Deutsche Reich auszuüben, Warschau schnell einzunehmen. Daraufhin ließ die deutsche Regierung verärgert Gerüchte über einen Waffenstillstand mit Polen verbreiten. Dies nahm Stalin zum Anlass, die Vorbereitungen für den Einmarsch in Ostpolen zu beschleunigen, um nicht leer auszugehen. Am 15. September 1939 unterzeichneten Wjatscheslaw Molotow und Tōgō Shigenori eine Waffenstillstandsvereinbarung, die den Japanisch-Sowjetischen Grenzkonflikt beendete, was für Stalin eine wichtige Voraussetzung für den Krieg im Westen war. Die Invasion erfolgte kurz nach Unterzeichnung des Waffenstillstands und noch vor der Kapitulation Warschaus. Aus Rücksicht auf die öffentliche Meinung im In- und Ausland sollte er zuerst mit dem „Schutz der weißrussischen und ukrainischen Bevölkerung vor den deutschen Eroberern“ gerechtfertigt werden. Nach einem Protest des deutschen Botschafters dagegen wurde er allgemein damit begründet, dass die Rote Armee somit die „ostslawischen Brüdervölker“ schützen müsse, da jede staatliche Ordnung in Polen infolge des Krieges zu bestehen aufgehört habe (Debellation). Für die Sowjetunion bestand die Gefahr, dass ein Marionettenstaat der Nationalsozialisten unter der Organisation Ukrainischer Nationalisten, die die Wehrmacht gegen Polen unterstützte, an ihrer Grenze entstehen könnte. In der Nacht zum 17. September kündigte Außenminister Molotow dem polnischen Botschafter in Moskau Wacław Grzybowski gegenüber alle Verträge auf, da der polnische Staat zu existieren aufgehört habe. Molotow erklärte später am selben Tag öffentlich, die Sowjetunion habe bislang eine Politik der Neutralität verfolgt, was angesichts der veränderten Lage gegenüber Polen nun nicht mehr möglich sei. Gegenüber allen anderen Staaten wolle man aber weiterhin neutral bleiben.
Welche übergeordneten Ziele die Sowjetunion mit dem Abschluss des Nichtangriffspaktes und dem anschließenden Einmarsch in Polen verfolgte, ist in der Forschung bis heute umstritten. Dmitri Wolkogonow vertrat in seiner Stalin-Biographie dagegen die Ansicht, dass der Beschluss, die Bevölkerung der besetzten Gebiete „vor der drohenden deutschen Invasion zu beschützen, […] den Interessen der Werktätigen dieser Gebiete“ entsprach und somit gerechtfertigt war. Auch wird in der russischen Geschichtsschreibung die These vertreten, die sowjetischen Truppen seien 1939 überall als Befreier empfangen worden. So stimmt Michail Meltjuchow mit Michail Semirjaga überein, der schrieb, dass „die Ergebnisse der Wahlen [im sowjetisch besetzten Polen 1939] zeigten, dass die überwiegende Mehrheit der Bevölkerung dieser Regionen der Einführung der sowjetischen Macht und der Vereinigung mit der Sowjetunion zugestimmt habe.“
Ingeborg Fleischhauer deutet das sowjetische Vorgehen als Ausfluss einer eher defensiven Realpolitik, zu der Stalin angesichts der Isolation, in die sein Land seit dem Münchner Abkommen 1938 geraten war, kaum eine realistische Alternative gehabt habe. Ohne die Invasion wäre in Ostpolen ein Vakuum entstanden, „das gefährlich schnell zu einem Sog für die deutsche Wehrmacht werden konnte“. Auch sei die Behauptung, es drohe ein Chaos und man müsse die ostslawische Bevölkerung beschützen, nicht als reine Propaganda von der Hand zu weisen. Bianka Pietrow-Ennker sieht hinter dem sowjetischen Einmarsch einerseits das Bestreben der Sowjetführung, die sowjetische Grenze zu sichern, andererseits das Interesse an territorialen Veränderungen, die als Stärkung der Sowjetunion und Fortgang der Weltrevolution propagiert worden seien. Die Perspektive eines militärischen Konflikts mit Deutschland habe keine Rolle gespielt. Stalin scheine von einem alliierten Sieg über Deutschland ausgegangen zu sein und sich gegenüber einem zukünftigen Verhandlungspartner Großbritannien eine gute Verhandlungsposition zur Grenzziehung im Osten Europas sichern wollen.
Sergej Slutsch deutet den Einmarsch als offensiven Akt. Anders als Molotow behauptete, sei die Sowjetunion seit dem 1. September 1939 nicht neutral geblieben, sondern habe eine Kriegspartei, nämlich Deutschland, aktiv unterstützt. Die Annullierung des Nichtangriffspakts mit Polen hätte daher von Rechts wegen schon am 1. September erfolgen müssen. Aus Unkenntnis über den aktuellen Aufenthaltsort der polnischen Regierung dürfe man nicht schließen, sie existiere nicht mehr. Tatsächlich verließ die Regierung von Ministerpräsident Felicjan Sławoj Składkowski Polen erst am 18. September, also nach dem sowjetischen Einmarsch. Zudem bringe die Einstellung der politischen Tätigkeit einer Regierung keineswegs zwingend die Auflösung des Staates mit sich. Stalins Annexionspolitik müsse als Teil des Zweiten Weltkriegs angesehen werden, der für die Sowjetunion mithin nicht erst mit dem deutschen Überfall am 22. Juni 1941 begonnen habe. Nach Norman Davies war der Einmarsch der Roten Armee, der am 17. September begann, der entscheidende Schlag, der Polens Niederlage besiegelte: „Polen wurde auf abscheuliche Weise von zwei Angreifern ermordet, die im geheimen Einverständnis handelten“.

## Militärische Operationen

### Sowjetische Angriffsvorbereitungen
Ende August 1939 begann der Generalstabschef der Roten Armee, Boris Schaposchnikow, einen sowjetischen Angriffsplan auszuarbeiten. Am 30. August, nach der polnischen Generalmobilmachung, gab die sowjetische Nachrichtenagentur TASS den Plan bekannt, den zahlenmäßigen Bestand der Garnisonen an den westlichen Grenzen der UdSSR erheblich zu verstärken. Nach dem Angriff der Wehrmacht am 1. September 1939 begannen die sowjetischen Streitkräfte, den Einmarsch praktisch vorzubereiten. Am 3. September befahl Volkskommissar Kliment Woroschilow den Truppen in Belarus und der Ukraine, sich in Kampfbereitschaft zu halten. Am 6. September wurde in der Sowjetunion die Generalmobilmachung ausgerufen; vom 8. bis 13. September wurden sodann die sowjetischen Truppen an die Grenze verlegt und in zwei Hauptangriffsgruppen (Fronten) gruppiert.
| Armee/Front                                                          | Soldaten  | Artillerie | Panzer |
| -------------------------------------------------------------------- | --------- | ---------- | ------ |
| Weißrussische Front, Armeegeneral Michail Prokofjewitsch Kowaljow    | 378.610   | 3.167      | 2.406  |
| 3. Armee, General Wassili Iwanowitsch Kusnezow                       | 121.968   | 0.752      | 0.743  |
| Mechanisierte Kavalleriegruppe, General Iwan Wassiljewitsch Boldin   | 065.595   | 1.234      | 0.834  |
| 10. Armee, General Iwan Grigorjewitsch Sacharkin                     | 042.135   | 0.330      | 0.028  |
| 4. Armee, General Wassili Iwanowitsch Tschuikow                      | 040.365   | 0.184      | 0.508  |
| Selbstständiges 23. Schützenkorps                                    | 018.547   | 0.147      | 0.028  |
| Reserve: 11. Armee, General Nikifor Wassiljewitsch Medwedew          | 0*90.000* | 0.*520*    | 0.265  |
| Ukrainische Front, Armeegeneral Semjon Konstantinowitsch Timoschenko | 238.978   | 1.792      | 2.330  |
| 5. Armee, General Iwan Gerassimowitsch Sowetnikow                    | 080.844   | 0.635      | 0.522  |
| 6. Armee, General Filipp Iwanowitsch Golikow                         | 080.834   | 0.630      | 0.675  |
| 12. Armee, General Iwan Wladimirowitsch Tjulenew                     | 077.300   | 0.527      | 1.133  |
| Alle Zusammen                                                        | 617.588   | 4.959      | 4.736  |

*) geschätzte Zahlen

### Militärische Besetzung durch die Rote Armee
Am 17. September überschritten sowjetische Truppen die polnische Ostgrenze.

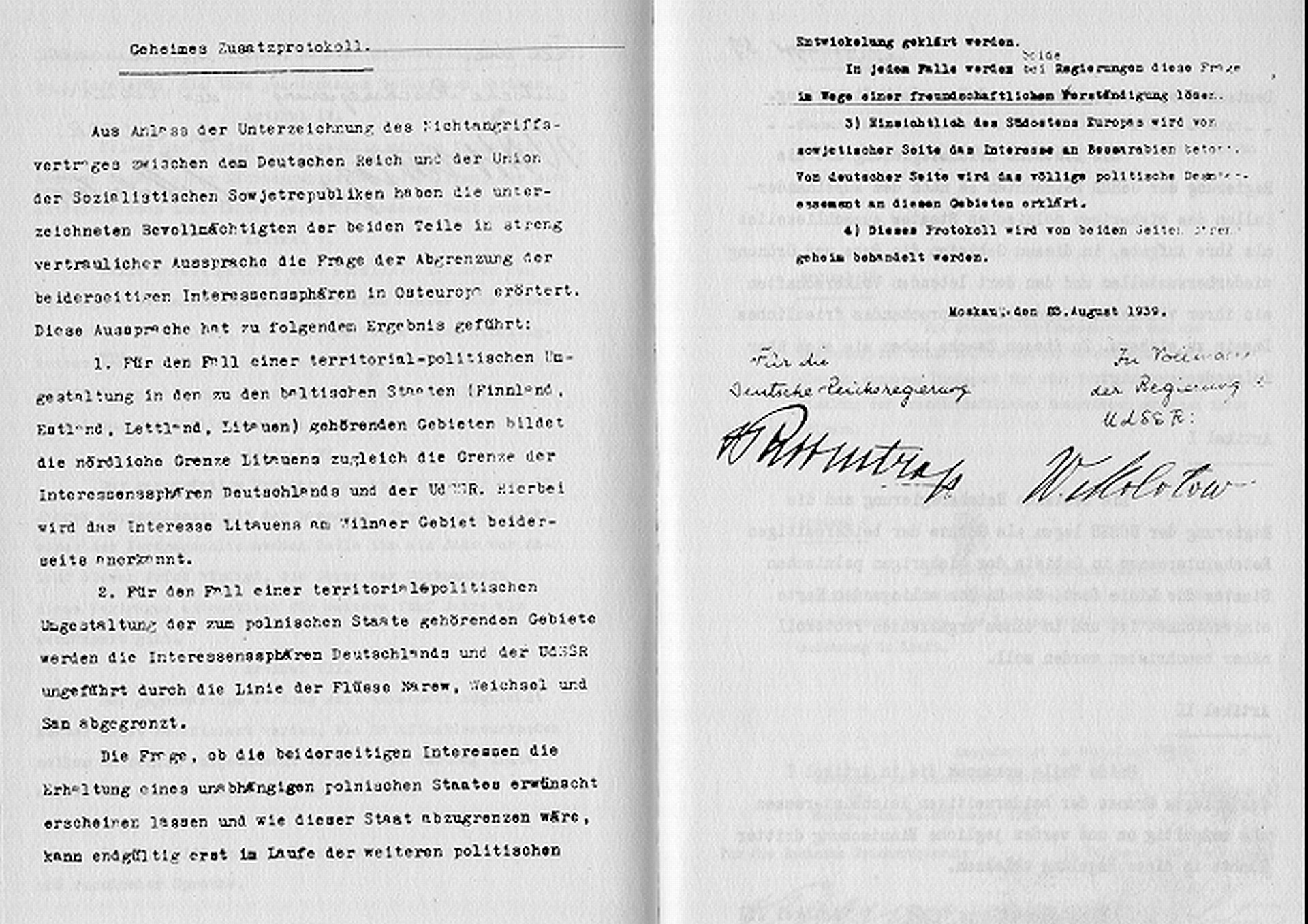
Geheimes Zusatzprotokoll zum Hitler-Stalin-Pakt

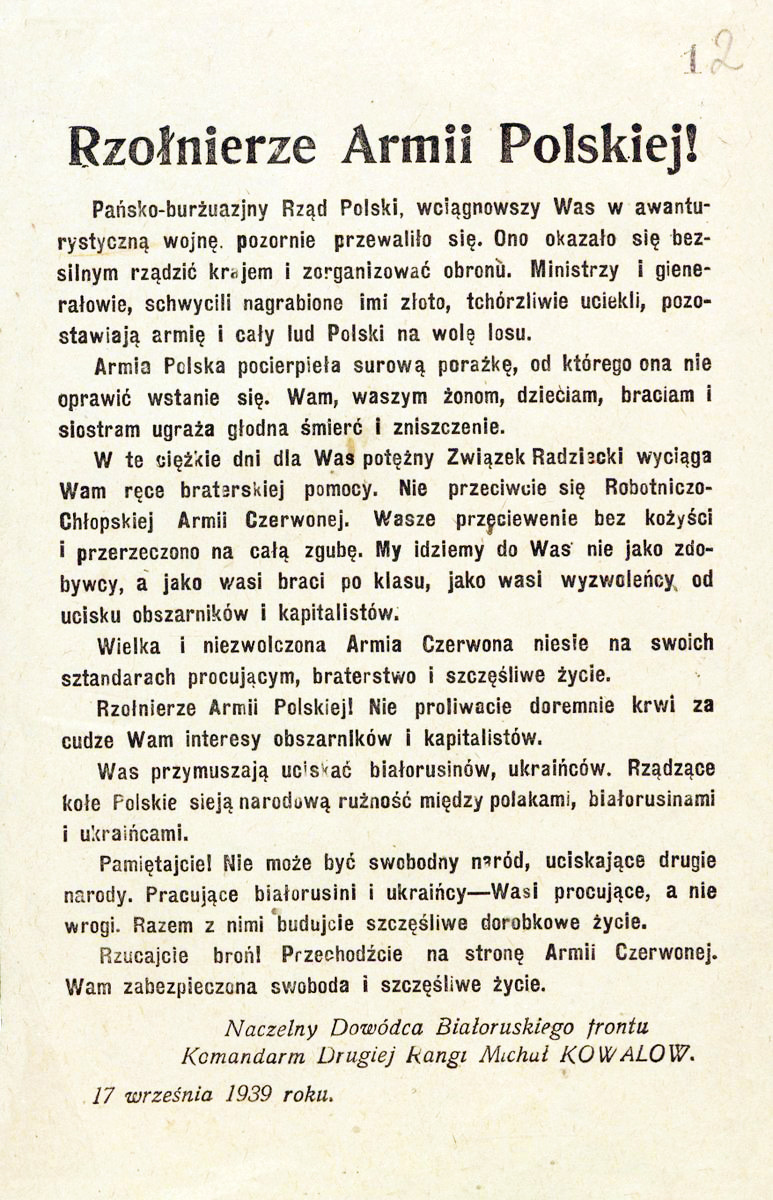
Sowjetischer Aufruf an polnische Soldaten vom 17. September 1939, in dem die Schuld am Krieg der polnischen Regierung zugeschoben wird

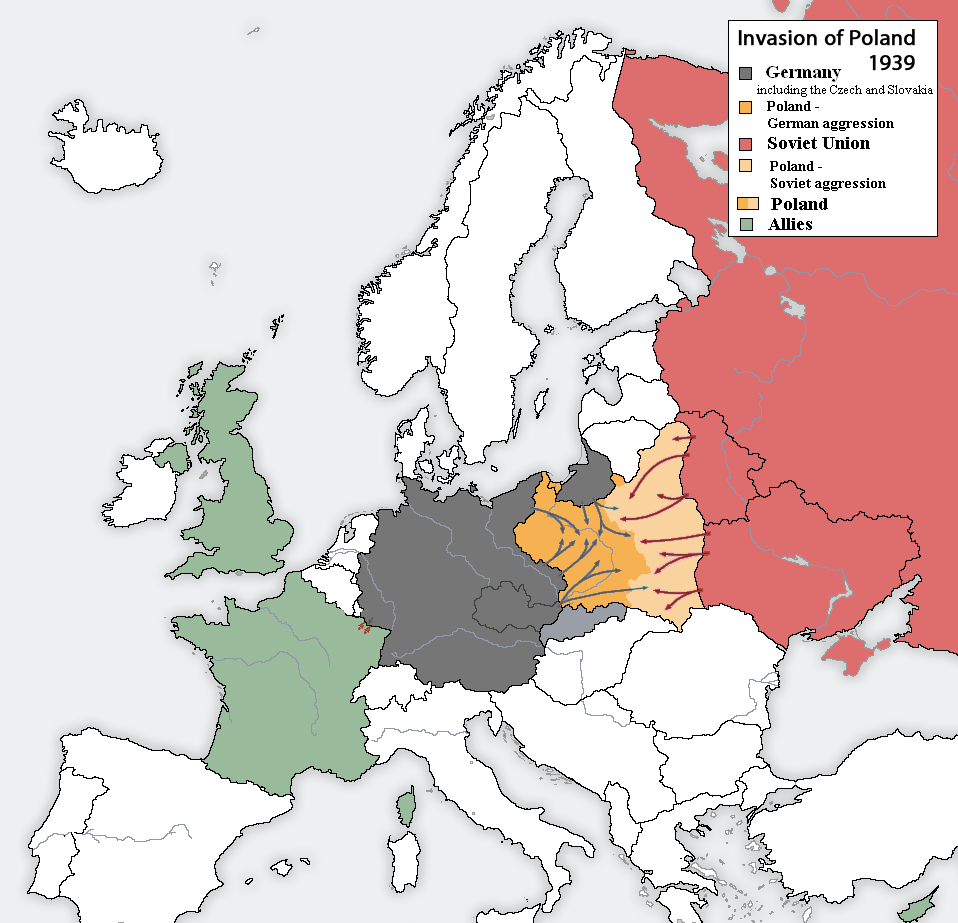
Europa nach dem 28. September 1939

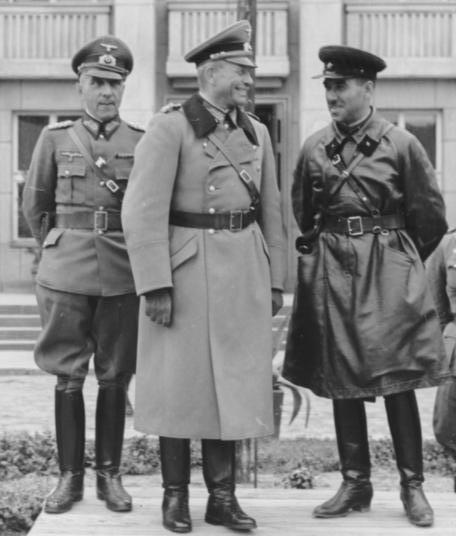
Siegesparade, Heinz Guderian und Semjon Kriwoschein in Brest-Litowsk, 22. September 1939

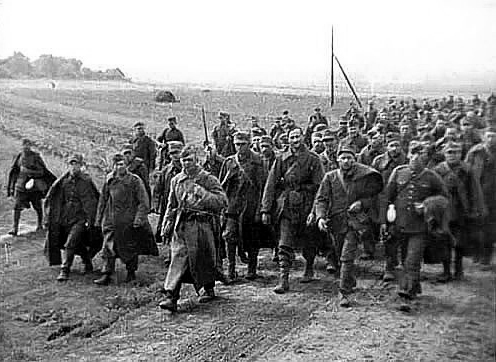
Polnische Kriegsgefangene der Roten Armee (September 1939)

Die Truppen der Roten Armee waren in zwei Fronten gegliedert, die über 25 Schützendivisionen, 16 Kavalleriedivisionen und 12 Tank-Brigaden verfügten. Die Gesamtstärke belief sich auf 466.516 Mann, 3.739 Panzer, 380 Panzerwagen und etwa 2.000 Kampfflugzeuge.
- Hauptangriffsrichtungen der Weißrussischen Front:

Wilna – Baranowicze – Wołkowysk – Grodno – Suwałki – Brest-Litowsk, wobei Wilna, Grodno und Brest zwischen dem 20. und 22. September und Suwałki am 24. September erreicht wurden.
- Hauptangriffsrichtungen der Ukrainischen Front:

Dubno – Łuck – Włodzimierz – Chełm – Zamość – Lublin, Tarnopol – Lemberg – Czortków – Stanislau – Stryj – Sambor und Kolomea.
Die Rote Armee erreichte Lemberg am 19. September, Lublin am 28. September. Insgesamt waren die Einheiten der Ukrainischen Front bis Anfang Oktober in verschiedene Kampfhandlungen verwickelt.
Am 22. September 1939 nahmen General der Panzertruppe Heinz Guderian und Brigadekommandeur Semjon Kriwoschein die erste gemeinsame deutsch-sowjetische Militärparade in Polen ab, tauschten feierlich Hakenkreuz gegen Rote Fahne, verwundete, von sowjetischen Ärzten versorgte versprengte Soldaten der Wehrmacht wurden übergeben. Während der Parade an der Demarkationslinie in der Stadt Brest-Litowsk, die zwischen den zwei verbündeten Aggressoren geteilt wurde, gratulierte Kriwoschein im Namen der sowjetischen Führung den Deutschen zu ihren Kriegserfolgen und erklärte, die Deutschen nach ihrem bevorstehenden Sieg über Großbritannien in Moskau begrüßen zu wollen.
Das hohe Tempo der sowjetischen Vorstöße hatte mehrere Gründe: Zum einen waren das die Kriegserfolge der Wehrmacht im Westen Polens, aber auch die Tatsache, dass der sowjetische Angriff völlig überraschend kam und somit die polnische Armee weder richtig aufgestellt war, um einen Angriff aus dem Osten abzuwehren, noch klare Kampfbefehle gegen die Rote Armee hatte. Der Marschall Edward Rydz-Śmigły gab am 17. September 1939 nur einen Befehl aus:

„[…] allgemeiner Rückzug nach Rumänien und Ungarn. […] Mit Bolschewiken nicht kämpfen, es sei denn, beim Entwaffnungsversuch oder Angriff ihrerseits.“

Darüber hinaus gab es auch rein militärische Gründe: Beide Aggressoren waren sowohl zahlenmäßig als auch hinsichtlich ihrer Ausstattung mit modernen Waffen wie Panzern und Kampfflugzeugen den polnischen Truppen weit überlegen. Die polnische Armee war einem Zweifrontenkrieg schlicht nicht gewachsen.

## Internationale Reaktionen
Polens westliche Verbündete reagierten auf den sowjetischen Einmarsch nur verhalten. Zu einem Gegenschlag waren sie nach ihrer Garantieerklärung vom 25. März 1939 nicht nur nicht verpflichtet, sie waren dazu auch militärisch gar nicht in der Lage: Auch auf den deutschen Überfall hatten sie nicht mit nennenswerten Kriegshandlungen reagiert, sondern nur mit dem so genannten Sitzkrieg. Am 18. September erklärten die Generalstabschefs im Londoner Kriegskabinett, Polens Schicksal hänge nun vom letztlichen Ausgang des Krieges ab, das heißt von Großbritanniens Fähigkeit, Deutschland zu bezwingen. Außenminister Lord Halifax erklärte gegenüber dem polnischen Botschafter Edward Raczyński zwar „Abscheu und Entsetzen“ über die Invasion der Roten Armee, bekräftigte die britischen Bündnisverpflichtungen und äußerte die Hoffnung, Polen werde am Ende des Krieges wiederhergestellt werden. Raczyńskis Bitte, offiziell in Moskau gegen den Einmarsch zu protestieren, kam die Regierung von Neville Chamberlain aber nicht nach. Stattdessen bekräftigte sie in einer öffentlichen Erklärung ihre Bündnisverpflichtungen gegenüber Polen. Diese wenig resolute Haltung lag zum einen daran, dass man sich über die Motive hinter dem sowjetischen Einmarsch zunächst nicht klar war. Wichtiger war die Hoffnung, die Sowjetunion trotz allem als Verbündeten gegen Deutschland zu gewinnen, das als der Hauptgegner galt. Winston Churchill kommentierte, diesem Ziel müsse man seinen „Zorn unterordnen“. Der britische Botschafter in Moskau William Seeds sah im sowjetischen Einmarsch sogar langfristig Vorteile für Großbritannien, da er Ressourcen verbrauche, die sonst an die Deutschen geliefert würden, und die nun gemeinsame Grenze eventuell zu Friktionen zwischen Deutschland und der Sowjetunion führen könne.
Großbritannien und Frankreich stimmten der sowjetischen These, der polnische Staat wäre untergegangen, nicht zu, sondern erkannten rasch die Polnische Exilregierung an, die unter Präsident Władysław Raczkiewicz und Ministerpräsident Władysław Sikorski in Frankreich eingerichtet wurde.
In Berlin war man dagegen froh über den Einmarsch, auf den der deutsche Botschafter Schulenburg lange gedrängt hatte. Am 18. und am 23. September 1939 wurden gemeinsame Kommuniqués veröffentlicht, in denen das Deutsche Reich und die Sowjetunion erklärten, eine „Demarkationslinie“ verabredet zu haben (über am 23. August 1939 verabredeten „Interessensphären“ wurde Stillschweigen bewahrt), die durch die Flüsse Pisa, Narew, Weichsel und San gebildet wurde. Sie entsprach ungefähr der Curzon-Linie von 1919, deren Verlauf teils durch historische, teils durch ethnische Gesichtspunkte bestimmt worden war. Hinter diese Linie zogen sich Wehrmacht und Rote Armee zurück.

## Militärverwaltung
Als Reaktion auf den Einmarsch deklarierte die polnische Exilregierung am 18. Dezember 1939 den Kriegszustand mit der Sowjetunion. Die Besatzungszeit dauerte bis zum Beginn des Krieges gegen die Sowjetunion am 22. Juni 1941 an.
Die von der Roten Armee im besetzten Gebiet geschaffenen Strukturen entsprachen „in keiner Weise“ der im Völkerrecht für besetzte Länder vorgesehenen Besatzungsverwaltung. Der Einmarsch bedeutete zugleich die Abschaffung der polnischen Staats- und Selbstverwaltungsorgane, deren Befugnisse vielerorts auf „Initiative der Kommunisten“ geschaffene „revolutionäre Komitees“ übernahmen. Ab dem 3. Oktober 1939 richteten die beiden sowjetischen Armeen in Städten und größeren Orten Militärkommandanturen ein, die die oberste zivile und politische Gewalt innehatten. Sie beendeten die wochenlangen Plünderungen und Morde am polnischen Landadel und an vermögenden Stadtbewohnern, mit denen ortsansässige Belarussen und Ukrainer sowie Soldaten der Roten Armee und Funktionäre des NKWD beim Einmarsch begonnen hatten.

## Eingliederung in Ukrainische und Belarussische SSR

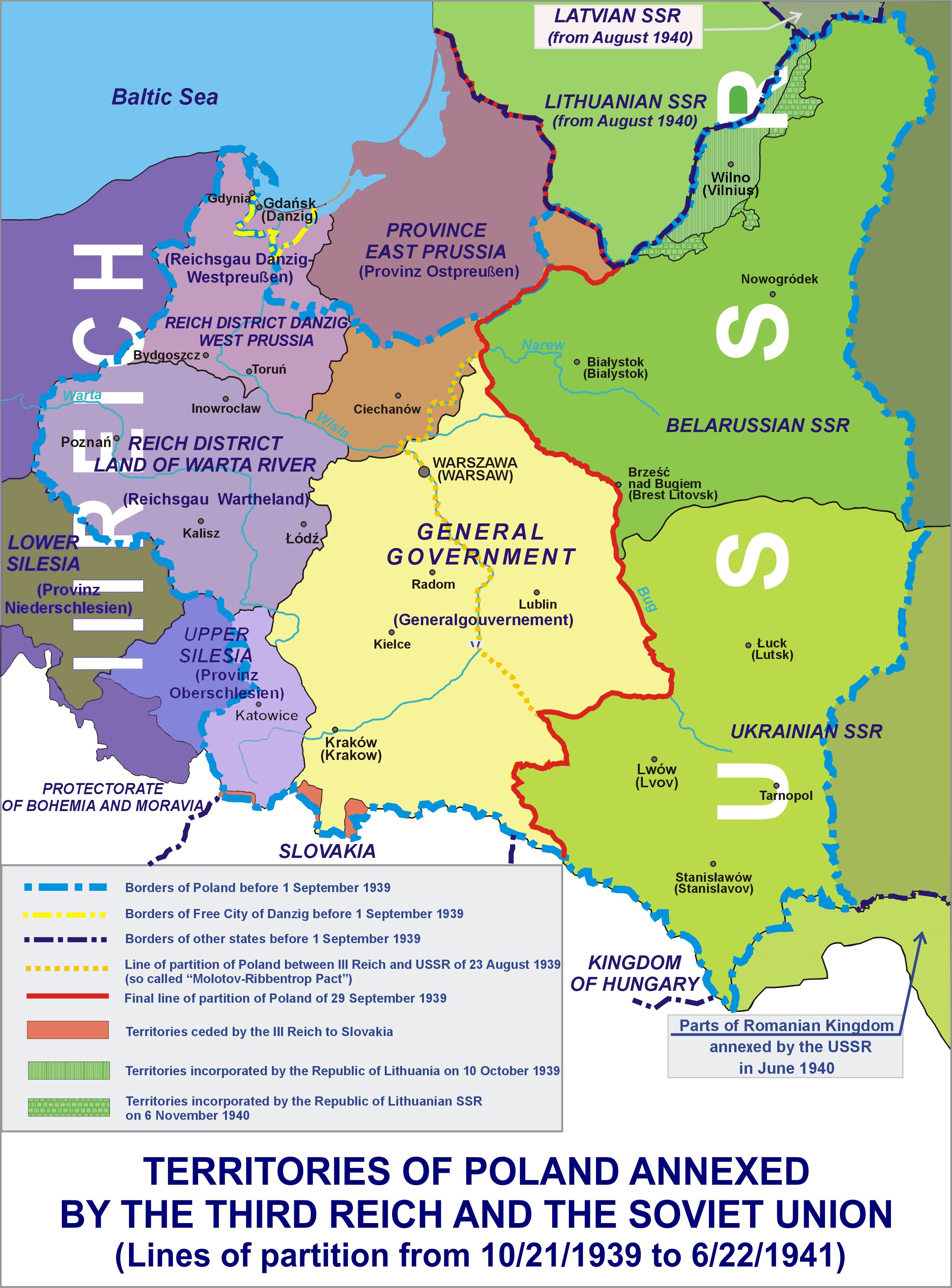
Aufteilung Polens 1939

Um den sowjetischen Anspruch auf die besetzten Gebiete zu legitimieren, wurde bereits am 4. Oktober 1939 mit den propagandistischen Vorbereitungen für Wahlen begonnen. Am 22. Oktober wurden die Abgeordneten der Nationalversammlungen der Westukraine und Westbelarusslands gewählt. Abgestimmt wurde über eine vorher festgelegte Einheitsliste. In nur wenigen Bezirken stand mehr als ein Kandidat zur Wahl. Dass es indirekt auch um die Integration der besetzten Gebiete in die Sowjetunion ging, war den wenigsten Wählern klar. Sie wurden unter Druck gesetzt, zur Wahl zu gehen und in den Wahllokalen streng überwacht. Manche erhielten bereits versiegelte Stimmzettel. Andere wurden aufgefordert, ihren Stimmzettel zu unterschreiben. In manchen Wahllokalen kontrollierte die Wahlkommission die Stimmzettel vor der Abgabe. Die häufigste Kontrollmethode war die Nummerierung der Stimmzettel, die dadurch den Namen aus dem Wählerverzeichnis zugeordnet werden konnten. In der Westukraine erzielten die offiziellen Kandidaten 90,93 % Zustimmung, in Westbelarus 90,67 %. Die Nationalversammlungen traten vom 26. bis 28. Oktober zusammen und beantragten die Aufnahme in die Ukrainische (USSR) bzw. die Belarussische Sozialistische Sowjetrepublik (BSSR). Den Anträgen wurde am 1. November 1939 stattgegeben.
Die BSSR verzeichnete dadurch einen Gebietszuwachs um 108.000 km², was beinahe einer Verdopplung ihres Gebiets gleichkam. Die umstrittene polnische Volkszählung von 1931 bezifferte den Anteil der Belarussen an der Bevölkerung dieser Gebiete auf 21 %. Andere Schätzungen kommen auf 40 %. Die politisch beeinflussten sowjetischen Zahlen des Jahres 1939 geben einen Bevölkerungsanteil von 62 % Belarussen unter den Bewohnern von Westbelarus an. Mit 88.000 km² Gebietszuwachs vergrößerte sich die Fläche der USSR um 16,5 %. Der Sowjetunion fielen nach dem deutsch-sowjetischen Grenz- und Freundschaftsvertrag insgesamt 201.000 km² mit 13,2 Mio. Menschen zu, die im November die sowjetische Staatsbürgerschaft erhielten. Ethnisch handelte es sich um etwa 40 % Polen, 34,2 % Ukrainer, 8,4 % Belarussen, Litauer und Sonstige. Für die besetzten ostpolnischen Gebiete wird die Zahl der polnischen Muttersprachler mit 5.274.000 angegeben, die der Ukrainer und Ruthenen mit 4.529.000, die der Belarussen mit 1.945.000 sowie die der Juden mit 1.109.000. Hinzu kommen Russen, Tschechen, Litauer und andere.
Die Sowjets deportierten die polnische Führungsschicht in Arbeitslager. Vilnius wurde von der Sowjetunion zeitgleich mit dem Abschluss eines erzwungenen Beistandspaktes im Oktober 1939 an Litauen übergeben.

### Kriegsgefangene
Die Sowjetunion nahm mehr als 240.000 polnische Soldaten gefangen. Etwa 42.400 einfache Soldaten und Unteroffiziere wurden innerhalb der ersten drei Wochen wieder entlassen, weitere 43.000 der deutschen Wehrmacht überstellt, weil ihr Wohnort im Westteil Polens lag, der vom Deutschen Reich beim Überfall auf Polen erobert worden war.
Im April 1940 wurden 22.000 bis 25.000 Berufs- und Reserveoffiziere, Polizisten und andere Staatsbürger Polens erschossen. Die Familienmitglieder der erschossenen Offiziere und Polizisten wurden nach Kasachstan deportiert und dort der Leichtindustrie oder metallerzeugenden Unternehmen als Arbeitskräfte zugewiesen.

### Kriegsverbrechen und Verbrechen an der Zivilbevölkerung
Während der Eroberung des ostpolnischen Gebietes hat sich die Rote Armee zahlreicher Kriegsverbrechen schuldig gemacht. Der Historiker Andrzej Friszke beziffert die Opfer auf 2500 ermordete Kriegsgefangene (Soldaten und Polizisten) und mehrere Hundert Zivilisten. Trotz der bestehenden Nationalitätskonflikte blieb das Verhältnis zwischen Polen und Ukrainern kurz nach dem Einmarsch der Roten Armee weitgehend friedlich. Die Besatzungsmacht förderte Ausschreitungen. Ukrainer und Belarussen wurden aufgefordert, die „polnischen Herren zu schlagen“. Von den Sowjets geduldete Schnellgerichte verurteilten Polen zum Tode. Als diese Aufforderungen nur in einzelnen Orten zum Ziel führten, griffen die Sowjets ab Februar 1940 zu Massendeportationen.
Die am meisten bekannt gewordenen Verbrechen fanden in Katyn (Massaker von Katyn), Rohatyn, Grodno, Nowogródek, Sarny, Tarnopol, Wołkowysk, Oszmiana, Świsłocz, Mołodeczno und Kosów Poleski statt.

### Zusammenarbeit mit Deutschland

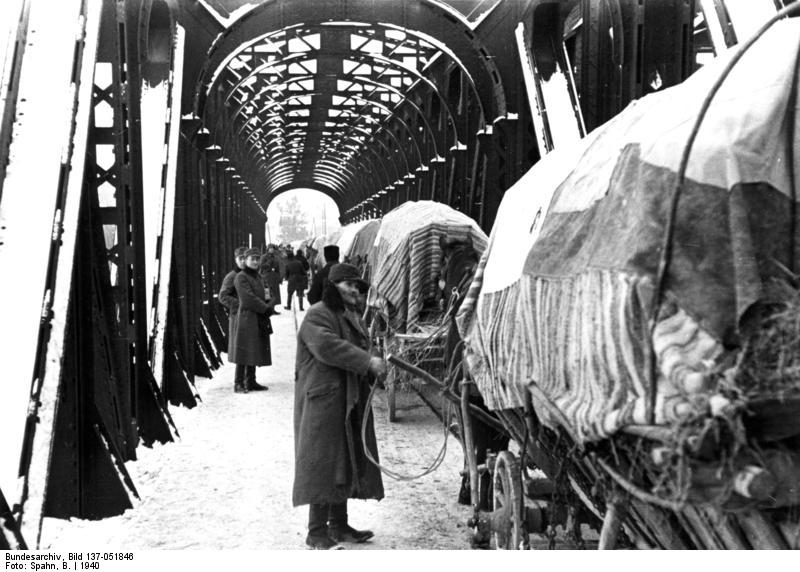
Umsiedler aus Ostpolen überqueren den Grenzfluss San, Przemysl 1940

In den an die Sowjetunion gefallenen polnischen Gebieten lebten 1939 ca. 13 Millionen Menschen. Davon waren knapp 40 Prozent Polen und 8,3 Prozent Juden. Die übrigen sieben Millionen Menschen (52 Prozent) waren mehrheitlich Ukrainer und Belarussen, aber auch Lemken, Bojken, Huzulen, Poleschuken, Russen, Litauer, Tschechen, Deutsche und weitere ethnische Minderheiten. Mehrheitlich polnisch – mit einem hohen Anteil an jüdischer Bevölkerung – waren die meisten Städte wie Białystok, Wilna, und Lwiw.
Am 28. September 1939 vereinbarten die Sowjetunion und Deutschland die Umsiedlung von deutschstämmigen Personen in das Deutsche Reich sowie von Personen ukrainischer und weißrussischer Abstammung aus dem deutschen Einflussbereich in die Sowjetunion. Zu einem großen Teil wies die Volksdeutsche Mittelstelle unter der Losung Heim ins Reich den Volksdeutschen aus Ostpolen im Warthegau Wohnungen und Höfe zuvor vertriebener Polen zu.
Mit zwei Wirtschaftsabkommen von 1940 und 1941 wurden umfangreiche Rohstoff- und Lebensmittellieferungen an das deutsche Reich vereinbart, womit dieses die Folgen der britischen Seeblockade abschwächen konnte. Deutschland verpflichtete sich im Gegenzug zur Lieferung von Maschinen und Waffen. Der letzte Kesselwagen mit russischem Öl rollte noch Stunden vor dem deutschen Überfall auf die Sowjetunion.
Aus den sowjetischen Karten von 1940/1941 verschwand Polen: Die im Jahre 1914 Deutschland gehörenden Teile des Landes wurden damals schlicht als Teil Deutschlands, die anderen durch Deutschland okkupierten Gebiete (darunter das Generalgouvernement) wurden als „Oblast gosudarstwennych interessow Germanii“ (Область государственных интересов Германии – etwa „Gebiet der staatlichen Interessen Deutschlands“) bezeichnet.

### Massenverhaftungen
Massenverhaftungen gehörten zu den ersten Repressionen, die nach dem sowjetischen Einmarsch gegen die „Klassenfeinde- und Volksfeinde“ eingesetzt wurden. Von 1939 bis 1941 wurden in Ostpolen insgesamt etwa 110.000 Menschen verhaftet. Das Schicksal der Häftlinge verlief unterschiedlich und ist teils nicht vollständig bekannt. Die bekannten Opfer sind z. B. ca. 40.000 Menschen, die in das Arbeitslager in Workuta verschleppt wurden; eine andere Gruppe, ca. 7300 Zivilisten, wurde nach einigen Monaten in Gefängnissen in Belarus und der Ukraine, im Frühling 1940 in Bykiwnja (bei Kiew) und in Kurapaty (bei Minsk) ermordet. Weitere ca. 10.000 wurden im Sommer 1941 bei der Evakuierung der Gefängnisse ermordet.

### Deportationen

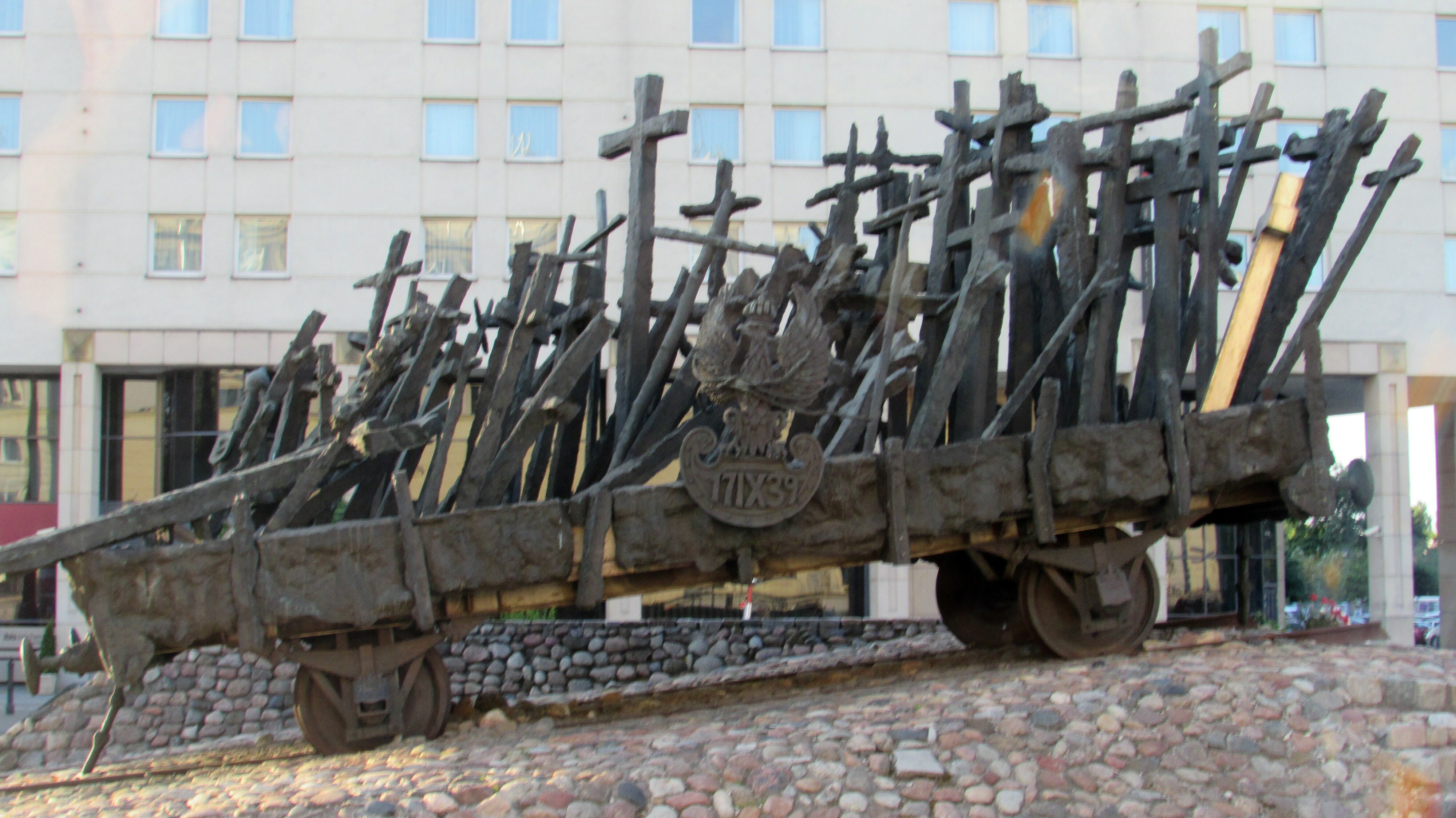
Mahnmal in Warschau (2015)

Im Zuge der Sowjetisierung der annektierten Gebiete wurden mehrere hunderttausend polnische Staatsbürger gezwungen, ihre Heimat zu verlassen. Zwischen Februar 1940 und Juni 1941 wurden – nach Lage der Akten des NKWD – in vier großen Wellen insgesamt 330.000 Personen nach Sibirien und Zentralasien deportiert. Von der ersten Welle im Februar 1940 waren vor allem polnische Gutsbesitzer, ehemalige Militärsiedler, Angehörige der Forstverwaltung und Polizei mit ihren Familien betroffen. Im April 1940 wurden Lehrer, Armeeangehörige, kommunale Beamte sowie städtische Wirtschaftsträger deportiert, darunter auch Juden überproportional im Verhältnis zu ihrem Bevölkerungsanteil. Diese Deportationen standen im Zusammenhang mit der Kollektivierung im Sommer 1940 und ähnelten der Entkulakisierung in der Sowjetunion. Die dritte Welle von Mai bis Juni 1940 traf vor allem zahlreiche aus dem Generalgouvernement geflohene Polen und Juden. In den letzten Deportationen vom Juni 1941 wurden Menschen erfasst, die den früheren Deportationen zufällig entkommen waren. Die beiden letzten Deportationswellen hatten eine nationale, anti-polnische Stoßrichtung. Hintergrund war unter anderem Stalins Nationalitätentheorie, wonach Polen eine „Nation ohne Territorium“ sei.
Dennoch hatten die Deportationen nicht nur anti-polnischen Charakter. Zwar waren 63 % der Deportierten ethnische Polen, während der Anteil der Polen an der Gesamtbevölkerung der polnischen Ostgebiete unter 50 % gelegen hatte. Aber auch Juden, Ukrainer und Belarussen wurden deportiert. Waren die nationalsozialistischen Vertreibungen im Warthegau rassistisch und nationalistisch motiviert, so ging es den Sowjets in Ostpolen um eine Umgestaltung der Gesellschaft. Sie versuchten, die früheren Eliten auszuschalten. Entsprechend der sozialen Schichtung in Ostpolen bedeutete ihre Politik deshalb eine Entpolonisierung.
Auf Menschenrechte oder Menschenleben wurde bei den Deportationen keine Rücksicht genommen. Die Opfer wurden in Güterwaggons oft ohne Verpflegung bei bis zu 40 Grad Kälte nach Osten transportiert. An ihrem Bestimmungsort wurden die Menschen in Arbeitslagern bzw. Baracken untergebracht. Es gibt Schätzungen, wonach 30 % der Lagerinsassen und bis zu 15 % der Verbannten pro Jahr starben. Berechnungen von Stanislaw Ciesielski zufolge überlebte nur etwa die Hälfte der Deportierten. Die deportierten Polen und Juden durften 1945 nicht in ihre Heimat zurückkehren, sondern wurden in den ehemals deutschen Ostgebieten angesiedelt.

## Polnische Exilregierung
Durch Deutschlands Überfall am 22. Juni 1941 war die Sowjetunion zu einem Verbündeten der Westalliierten geworden. Am 30. Juli 1941 schloss der Exil-Ministerpräsident Sikorski unter britischem Druck mit der Sowjetunion das Sikorski-Maiski-Abkommen. Darin nahmen beide Seiten diplomatische Beziehungen auf. Die Sowjetunion erkannte an, dass die deutsch-sowjetischen Verträge „betreffend die territorialen Änderungen in Polen außer Kraft getreten sind“, was jedoch keine Anerkennung der polnischen Ostgrenze von 1921 bedeutete. Auf dem Gebiet der Sowjetunion könne eine polnische Armee gebildet werden. Das Abkommen löste eine Krise in der Exilregierung aus. Fast die Hälfte der Minister traten zurück und Präsident Raczkiewicz unterzeichnete es nicht.
Ende 1942 stimmte die britische Regierung einer territorialen Entschädigung Polens auf Kosten Deutschlands „für wahrscheinliche Verluste im Osten“ zu. Die polnische Exilregierung sah nun ihre Forderung hinsichtlich der polnisch-sowjetischen Grenzziehung nicht mehr als anerkannt an. Auf der Konferenz von Teheran Ende 1943, bei der sich die Regierungschefs der drei Hauptalliierten der Anti-Hitler-Koalition im Zweiten Weltkrieg, Großbritannien, den USA und der Sowjetunion trafen, setzte Stalin die Annexion der früheren polnischen Ostgebiete durch. 1944 eroberte die Rote Armee Ostpolen unterstützt auch durch die polnische Berling-Armee von der Wehrmacht zurück und begann mit Säuberungen gegen die Untergrundstrukturen der polnischen Armia Krajowa.

## Rezeption

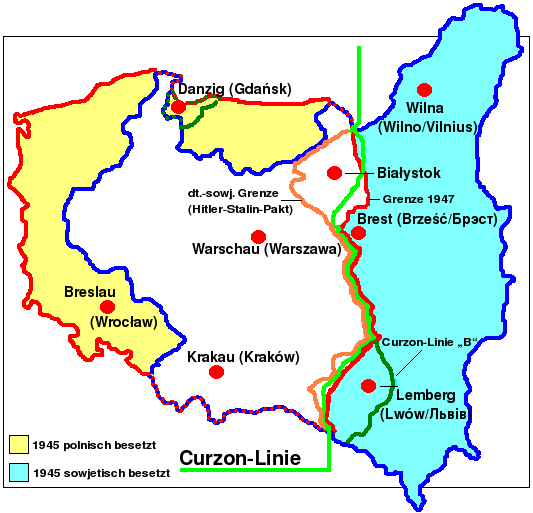
Grenzverläufe Polens zwischen 1918 und 1945.
Grüne Linie: von den Westalliierten am 8. Dezember 1919 als Demarkationslinie zwischen Sowjetrussland und der Zweiten Republik Polen verkündete, auf dem ethnographischen Prinzip basierende Curzon-Linie.
Blaue Linie: nach Ende des Ersten Weltkriegs bis 1922 durch Eroberungen Polens unter General Józef Piłsudski (Galizien 1919, Wolynien 1921 und Wilna-Gebiet 1922) jenseits der Curzon-Linie zustande gekommene Grenze, die bis zum 1. September 1939 Bestand hatte.
Orange Linie: deutsch-sowjetische Demarkationslinie vom 28. September 1939.
Rote Linie: heutige Staatsgrenze Polens; links die Oder-Neiße-Linie.
Türkisfarbene Fläche: von Polen nach Ende des Ersten Weltkriegs bis 1922 vorgenommene Gebietserweiterung, die zuvor von der Sowjetunion anerkannt worden war.
Gelbe Fläche: von Stalin als Kompensation für den Verlust der polnischen Gebiete östlich der Curzon-Linie geltend gemachte Ostgebiete des Deutschen Reiches in den Grenzen von 1937 („Westverschiebung“).

Die Annexion polnischer Gebiete wurde in der Sowjetunion und wird in Belarus bis heute als die „Wiedervereinigung des westlichen Belarus mit der Belarussischen Sozialistischen Sowjetrepublik“ gefeiert, der Einmarsch sowjetischer Truppen heißt offiziell „Befreiungsfeldzug der Roten Armee“. In der Ukraine spricht man vom „Goldenen September 1939“, in dem Galizien, Wolhynien und die Bukowina in die Ukraine heimkehrten. Diese Argumentation war bis 1989 auch die offizielle Sicht in der DDR: Die sowjetischen Truppen seien nur einmarschiert, um Leben und Freiheit der 1920 unter polnische Herrschaft gefallenen Belarussen und Ukrainer vor den deutschen Truppen zu schützen, nachdem Polens Widerstand gegen die Wehrmacht zusammengebrochen war. Der Leugnung des Hitler-Stalin-Paktes stand jedoch der auch in sowjetischen und DDR-Geschichtsbüchern sichtbare Umstand entgegen, dass die auf die Städte Białystok, Brest und Lwów (Lwiw) vorgerückten deutschen Truppen diese bereits eroberten Gebiete kampf- und konfrontationslos an die Rote Armee übergeben hatten.
Bis heute wird die Vorgeschichte des Zweiten Weltkrieges von Polen und Russland unterschiedlich interpretiert. Wegen des sowjetischen Einmarsches 17 Tage nach der Invasion der Wehrmacht im Westen und wegen des Massakers von Katyn wird in Polen an die Sowjetunion als Aggressorstaat erinnert. In der polnischen Geschichtsschreibung wird der Einmarsch der Roten Armee als Okkupation bezeichnet. Das impliziert, dass nach dem Kriegsvölkerrecht die Besatzungsmacht die Verwaltung an spezielle militärische oder zivilmilitärische Organe übergeben muss, sobald die Kriegshandlungen in dem betreffenden Gebiet beendet sind. Sie muss nach dem Wortlaut des Haager Abkommens „die öffentliche Ordnung und das öffentliche Leben wiederherstellen, und zwar, soweit kein zwingendes Hindernis besteht, unter Beachtung der Landesgesetze“. Eine Annexion vor Beendigung des Krieges ist unzulässig. Tatsächlich habe die Sowjetunion gegen diese Bestimmungen verstoßen und sich in Ostpolen widerrechtlich Souveränitätsrechte angemaßt. Mithin sei ihr Vorgehen völkerrechtlich unzulässig gewesen.
Russlands Präsident Putin äußerte 2009 Kritik am Hitler-Stalin-Pakt. Er kritisierte auch, dass Polen schon 1934 einen Nichtangriffspakt mit dem Deutschen Reich abgeschlossen und sich nach dem Münchner Abkommen an der Zerschlagung der Tschechoslowakei durch das Deutsche Reich beteiligt und das Olsagebiet besetzt und annektiert hatte. Im Jahr 2014 stellte Putin den Hitler-Stalin Pakt als aus der Perspektive der damaligen sicherheits- und militärpolitischen Erwägungen der UdSSR notwendig dar. Der Oberste Gerichtshof Russlands entschied am 1. September 2016, dass es eine Straftat darstellt zu sagen, dass die Sowjetunion zusammen mit dem Deutschen Reich am 1. September 1939 in Polen einmarschiert ist. Hintergrund ist die Verurteilung eines Bloggers in Perm, der im sozialen Netzwerk VKontakte.ru einen Artikel geteilt hatte, der den deutsch-sowjetischen Angriff auf Polen beschrieb. Der Blogger wurde der Verbreitung falscher Informationen über die Aktivitäten der Sowjetunion während des Zweiten Weltkriegs schuldig gesprochen. Mit dem Fall befasst sich seitdem der Europäische Gerichtshof für Menschenrechte.
In Belarus gilt der 17. September, der Tag der Beginns des Einmarsches der Roten Armee 1939, seit 2021 als „Tag der Einheit des Volkes“, da damals der Westen des ethnischen Siedlungsgebietes der Belarussen der Belarussischen SSR angegliedert wurde. Somit wurde das seit 1920 zweigeteilte Volk wiedervereinigt. Der Tag der Einheit wurde in Belarus bis zum zehnten Jahrestag 1949 gefeiert und dann mit Rücksicht auf die sozialistische Volksrepublik Polen fallengelassen. Die Wiedereinführung des Feiertags 2021 löste in den politischen Kreisen Polens Kritik und Proteste aus.